# Långå skans
Långå skans ligger i byn Långå, strax väster om Hede i Härjedalen. Efter freden i Brömsebro i augusti 1645, då Härjedalen blev svenskt, infördes en fortifikations ordning med skansar som lades några mil in i landet. Från Långå till norska gränsen är det cirka 8 mil.
Den första skansen uppfördes 1658, raserades av norsk trupp, och ersattes under Karl XII av den nuvarande skansen som var klar år 1700. Långå Skans är idag ett försvarshistoriskt och kulturellt minnesmärke. Försvarsanläggningen togs ur bruk i början av 1800-talet. I skansen låg som mest 600 man fördelade på fyra kompanier med 100 till 150 soldater i tältförläggning. Skansen var aldrig belägrad av främmande trupp och här utspelades inga strider.
I juni 1685 besökte konung Karl XI Långå skans på en av hans ofta förekommande inspektionsresor. Man kan anta att han under sina sista regeringsår fram till 1697 hade inflytande på beslutet om en ny skans i Långå, även om det var hans son, Karl XII som beslutade bygget.
Sommaren 1700 samlades soldater på platsen för den gamla befästningen i Långå för att anlägga en ny skans. Flera hundra soldater och byns bönder arbetade hela sommaren med bygget. Resultatet blev en modern anläggning med oregelbunden stjärnform med timmerförstärkta jordvallar, vallgravar, palissader, spanska ryttare och löpgrav, skyddad gång ner till Ljusnan (Långåljusnan) och till kruthuset 250 meter längre bort. Krutkällaren där finns kvar än.
Inne i skansen fanns kruthus, källare, bostäder för befäl och soldater, spannmålsbod, brygghus, bageri (bagarstuga), magasin och stall. Tidvis var Skansen bestyckad med åtta kanoner. En dryg kilometer väster om skansen fanns en postering vid vadstället över Mittån.
Utanför Skansen fanns torkbastu, tvätthus och en större krutkällare på Skanstorpet som fortfarande är bevarad. Begravningsplats, ’kiörrgård’ utan kyrka samt en grav för officerarna Asp och Björk vid Kappöle, halvvägs till Hede. Enligt sägnen ska hästarna som drog katafalken med kistorna ha tröttnat där eller av annat skäl vägrat fortsätta till kyrkogården i Hede. 
I Skansberget som avgränsar Långådalens norra sida finns en ännu äldre, murad befästning, i form av ett värn. 
Sommaren 2020 uppfördes ett minnesmärke 'Den okände soldatens grav' vid Skansen för att hedra det fyrtiotal soldater som ligger begravda på begravningsplatsen. Till minnet av dem som vilar här, lyder inskriptionen.
Kronprinsparet Gustaf VI Adolf och Louise avslutade sin Eriksgata genom Härjedalen här i juli 1932 då en sten restes som minne av besöket.
Långå skans var efter 1945 en populär festplats. 
Idag är Skansen ett försvarshistoriskt och kulturellt besöksmål. Skansen vårdas och restaureras av en projektgrupp som bildades 2010 på initiativ av Helge Jonsson.  Det heraldiska vapnet för Långå Skans är en vapensköld vilande mot två korsställda artilleri kanoner efter original av Sara Edman.
Ytterligare information finns att tillgå på hemsidan www.langaskans.se

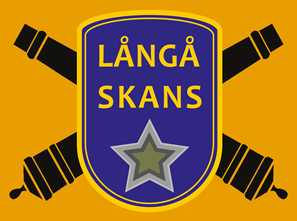
Vapen för Långå Skans